# AIM-7麻雀飛彈
AIM-7麻雀是美國的一種中程半主動雷達導引的空對空飛彈。AIM-7是西方國家及美國盟友在1950年代至1990年代間最主要的超視距空戰武器。它現在仍在許多國家服役中，但更先進的AIM-120先進中程空對空飛彈正逐步取代它。RIM-7海麻雀是以AIM-7為基礎發展的艦載近距離防空飛彈，美國海軍現以海麻雀作船隻防空之用。MIM-7則是AIM-7的陸上版。
由於麻雀飛彈在1970年代量產的初期版本抗干擾能力不足，美國授權給盟國製造的麻雀飛彈會導入該國研發的技術改善抗干擾性能。如英國的天閃空對空飛彈運用的逆單脈衝尋標器，義大利開發的阿斯派德飛彈，他們都對尋標器進行了增強反干擾性能的設計，並增加俯視射擊的功能。
北約飛行員使用的無線電通訊簡碼術語中，稱呼發射使用半主動雷達空對空飛彈為Fox 1 。

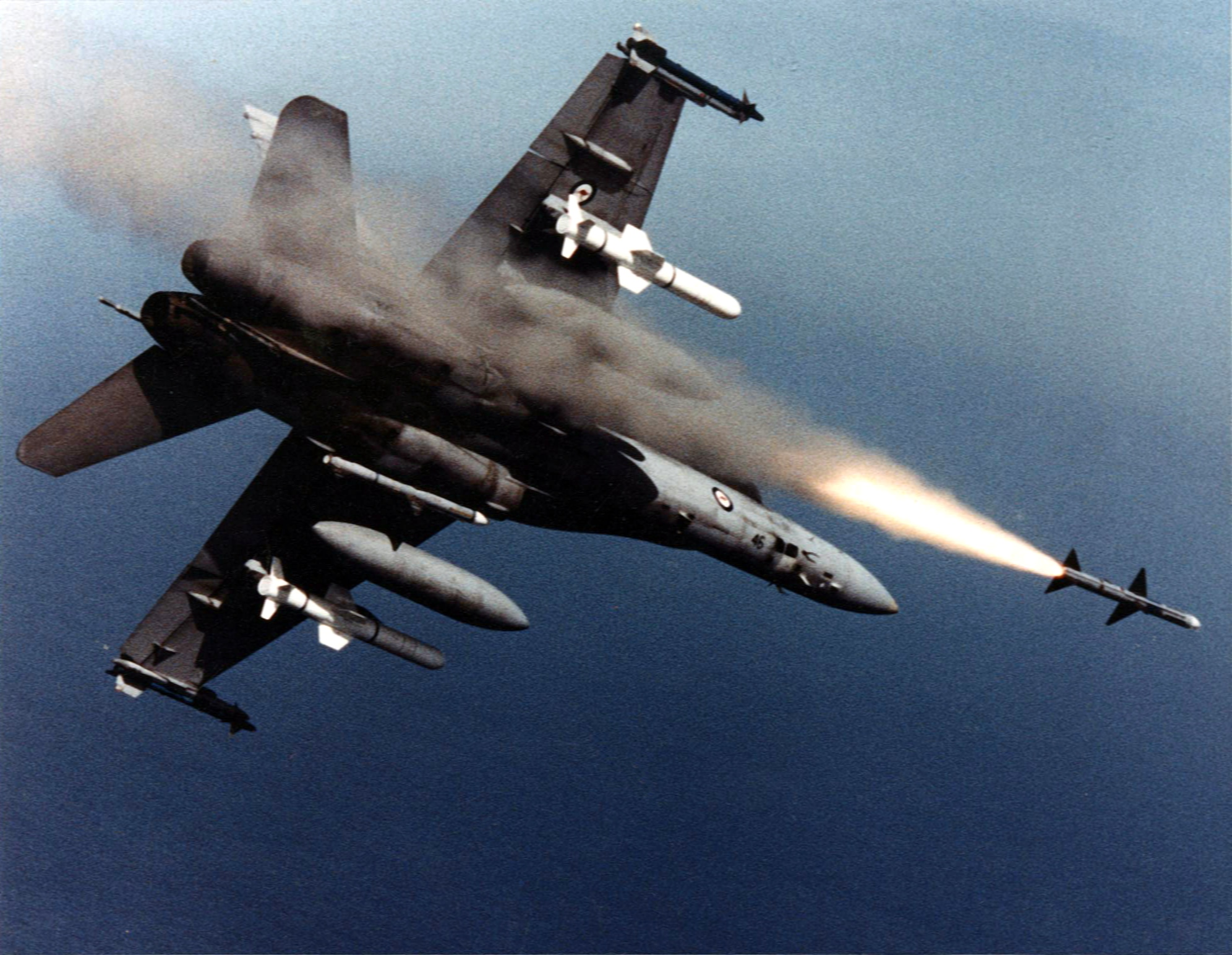
澳大利亞皇家空軍一架F/A-18A戰鬥機發射AIM-7麻雀飛彈（1990年）

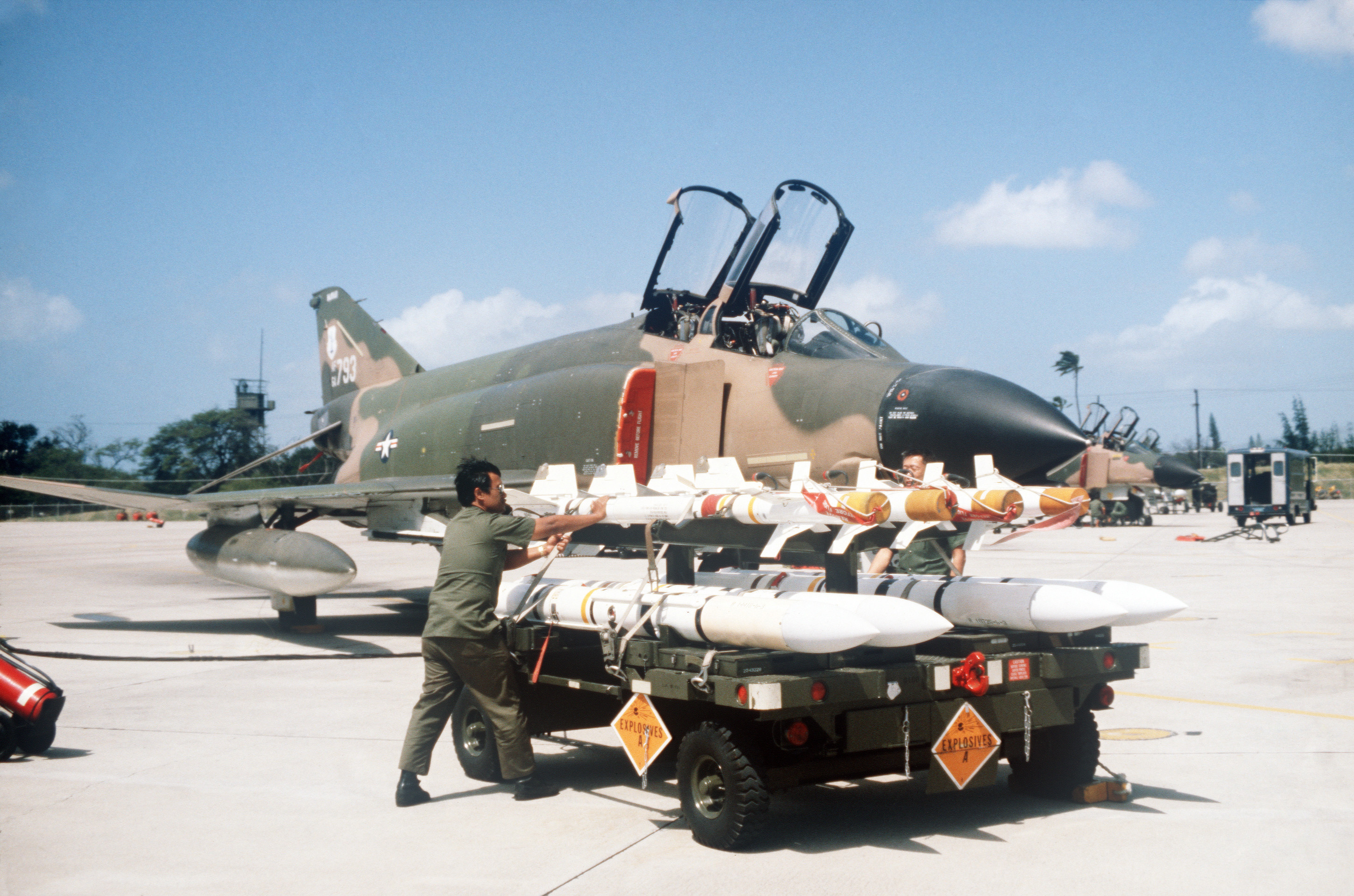
美國夏威夷空軍國民警衛隊的一架F-4C戰鬥機準備掛載AIM-7E麻雀飛彈（1980年）

## 簡介
AIM-7分成四個主要區段：導引段、彈頭、控制器、火箭引擎（目前使用的是力士MK-58固態火箭推進器）。彈體為長圓柱形，中段與尾段各有四片彈翼。雖然外觀尺寸的改變不大，內部組件在改良的過程中已經大幅提昇性能。彈頭採用連續桿型式。
與其它半主動雷達導引飛彈相同，它自身不發射雷達波，而是藉由發射平台的雷達波自目標上反射的連續波訊號導向目標。接收器也接收導引雷達的訊號進行比對，以提昇反反制能力。

## 導引原理
麻雀飛彈採用半主動雷達導引，發射飛彈的飛機需要利用雷達去照明目標，1950年代的雷達是會轉動的牛角狀天線的單目標追蹤系統，雷達波束會以圓錐形進行掃描。處理過的訊號用來決定最大照明能量的方向，並且指揮天線指向目標的方位。飛彈上的高增益天線會以類似的方式追蹤反射自目標的訊號，並且控制飛彈追擊目標，同時飛彈會利用朝向後方的天線參考照明波束訊號，以邏輯線路比較兩者的訊號之後判斷實際上來自目標的反射，藉此排除目標使用干擾絲的影響。

## 發展

### 史佩里公司，麻雀I型
麻雀飛彈始於1940年代後期，當時美國海軍計畫發展一種可被導引的空對空火箭。美國海軍在1947年委託Sperry研發一種使用乘波導引版本、直徑5英吋（127毫米）的標準空用火箭（HVAR）。這個武器起初被劃分為熱點計畫（Project Hotshot）的一部分。最初編號KAS-1，之後更改為AAM-2，最後在1948年改為AAM-N-2。彈體由道格拉斯飛機公司設計，由於HVAR直徑僅5英吋的彈體無法容納所需電子設備，彈體被增至8英吋（203毫米）。麻雀飛彈原型在1947年起進行氣動力實驗，1952年AAM-N-2原型全備彈首次成功攔截目標。
經過長時間的研發後，編號AAM-N-2的麻雀飛彈在1954年整合在F3D戰鬥機上，測試乘波導引飛彈作為夜間戰鬥機主要武器適性；1956年正式服役，裝備在F3H-2M Demon和F7U Cutlass上，主要用途為攔截戰略轟炸機使用。日後變更代號為AIM-7A。
相對於後續型號，麻雀I型更具流線感，外型和子彈相仿，擁有一個細長的彈頭。但嚴格來說在1950年代中期配發的麻雀I型技術上仍未滿足設計目標，受限乘波導引必須由光學裝置識別和追蹤目標，因此麻雀I型並不具備超視距空戰性能，且對高速目標的跟蹤效果不好，就中程對空飛彈來講仍相當原始。最後麻雀I型生產了約2000枚。

### 道格拉斯公司，麻雀II型
早在1950年代初，道格拉斯的工程師便計畫將主動尋標器裝上空對空飛彈，當時正研發中的AAM-N-2因此獨立出另一個主動導引構型的子型號XAAM-N-2a，稱為麻雀II型；麻雀II型在1953年正式代號變更為AAM-N-3。後變更代號為AIM-7B。
在麻雀I型投入實驗服役後，道格拉斯向美國海軍推薦繼續發展麻雀II型，並有意讓麻雀II型成為該公司研發中的F5D戰鬥機主武器；美國海軍從1955年起始斥資研製麻雀II型，但隔年F5D計畫遭到終止。雖然美軍內已經沒有本計畫的有力支持者，但加拿大在相近時段向美國接洽授權生產麻雀II型。加拿大在1950年代開發CF-105箭式戰鬥機，且為了配合該型機之Astra火控系統遂行長程攔截任務，加拿大飛機公司向美方採購特許製造權，並預定在魁北克省設廠製造。
不過麻雀II型研發對1950年代的技術而言仍無法突破，預定為麻雀II型尋標器核心之AN/APQ-64測距雷達（操作頻率K波段）從測試起便被飛彈過細的彈體直徑給制約，致使該型雷達從未離開工程測試研發階段；在美軍預定配合操作機種終止研發後，麻雀II型計畫實際上進入半擱置狀態。原先道格拉斯寄望加拿大飛機公司的計畫可以為本型飛彈開拓生機，但隨著箭式戰鬥機在1959年終止開發後，所有關於麻雀II型的計畫均畫下句點。

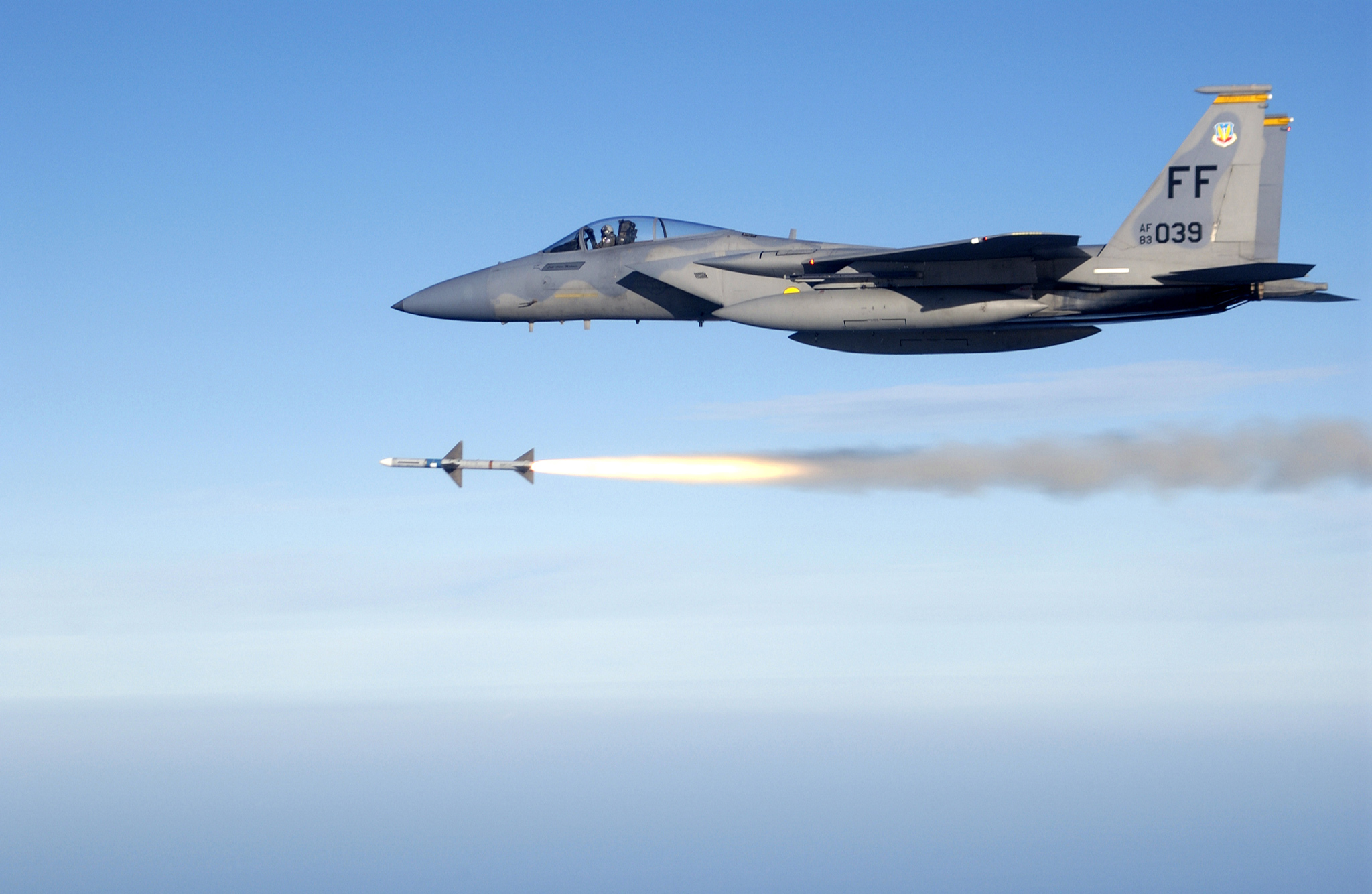
一架鷹式戰機發射麻雀飛彈

### 雷神公司，麻雀III型

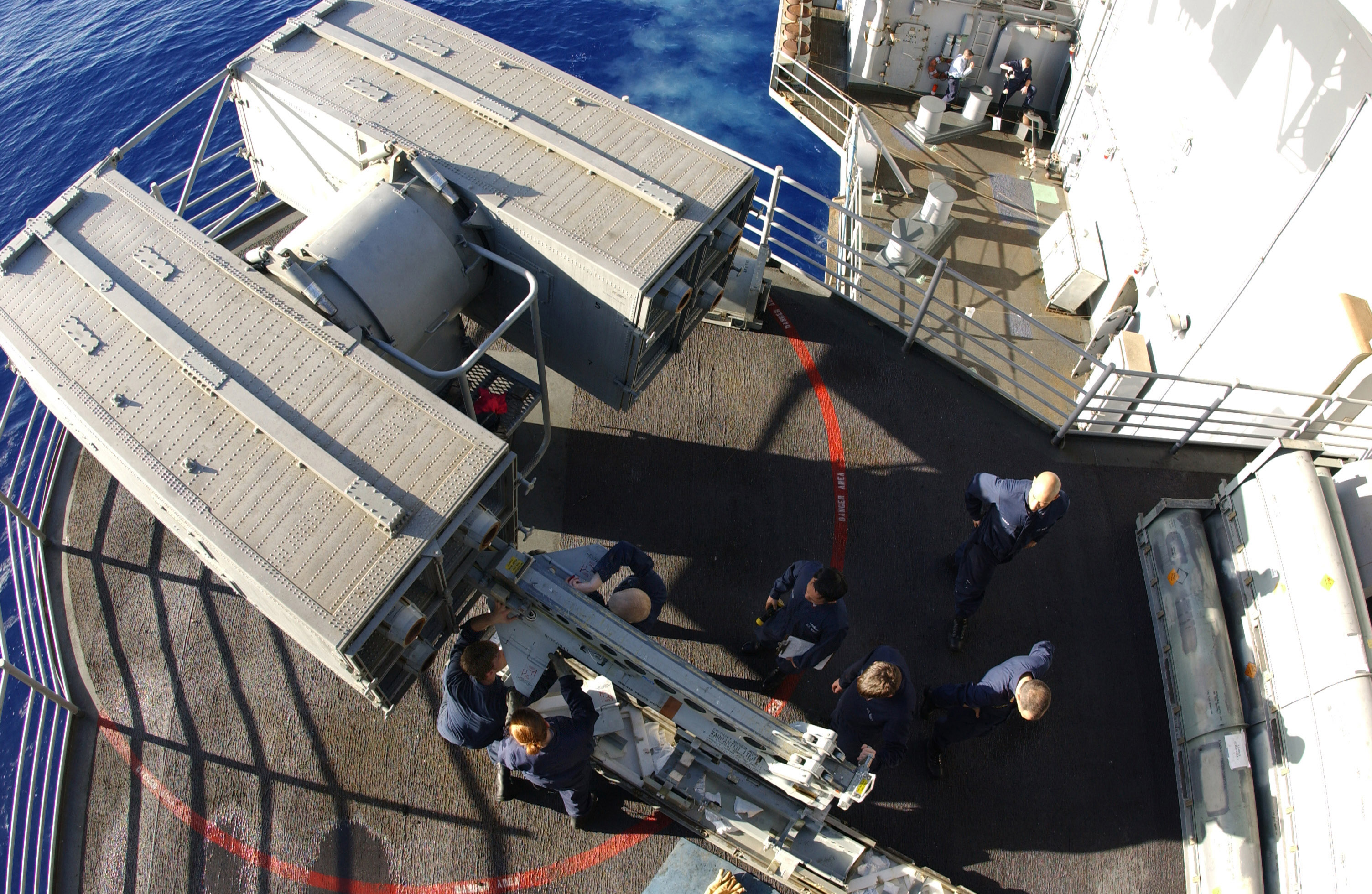
小鷹號航空母艦上的海麻雀（RIM-7）防空飛彈發射箱，正在用人力進行卸裝。

在1951年，由雷神公司進行中程空對空飛彈研發計畫，尋標器使用半主動雷達導引，美國空軍編號AAM-N-6，代號麻雀III型；雖然與前兩型代號相同，但技術上只承襲了固態火箭發動機與彈體直徑，內在設計上與同時間發展的兩款麻雀系列並不互通。而後在麻雀I型量產時，史佩里公司委託的代工廠商也包括了雷神公司，在1956年麻雀I型停產時，雷神公司基本上已經掌握了早期型麻雀飛彈的基礎製造知識，並使用公司自有的科技向美軍提出麻雀飛彈的改良計畫。
1955年麻雀II型計畫擱置之後，美軍將研發資源挹注在雷神公司的麻雀III型方案，1956年原型彈測試結果美軍對於其優於麻雀I型的射程及導引可靠度有著較高評價，之後國際間廣為人知的麻雀飛彈均是由本型號衍生款式。1958年第一批麻雀III型飛彈撥交美國海軍服役，日後代號變更為AIM-7C。
AIM-7D
服役初代號AAM-N-6A，和AAM-N-6相較，改良型使用了聚硫橡膠（Thiokol）液態火箭發動機，提高火箭發動機推力；本型飛彈在1959年起量產，1962年獲得F-110A（後來的F-4幽靈II戰鬥機）採用，空軍版代號稱為AIM-101，計生產7,500枚。
AIM-7E
服役初代號AAM-N-6B，洛克丹公司開發了性能卓越的MK-38固態火箭發動機，雷神隨即重新將其整合進麻雀飛彈內，並將D型尋標器進一步改良，迎頭接戰射程大幅拉長至35公里（22海浬），成為美軍技術上首次趨於成熟的中程空對空飛彈，同時也是美軍在越南戰爭中主要使用的空戰武器；AIM-7E自1963年量產，計生產了25,000枚。
AIM-7E-2
美國海軍的半主動雷達制導的過渡型纏鬥導彈 ，1969年量產，並在越南戰場使用。AIM-7E-2有個代號稱為「纏鬥麻雀」，因為它更換了機動力更好的飛彈彈翼設計，且飛控電腦擁有2種射擊模式，一種是基本射擊模式，另一種纏鬥模式則會啟動一個電子開關，將導彈的最小射程由900公尺減少至450公尺，用來近距離纏鬥使用。儘管如此，越戰的空戰紀錄中E-2型命中率也只有13%，它的操作故障中主要包括發動機故障、飛控電腦錯誤導致飛行軌道不穩、引信無法順利引爆等，最壞的狀況是在目標前1千英尺提前引爆，這些問題使得空軍飛行員在使用麻雀飛彈時需要讓4架戰機同時開火，增加命中率。
AIM-7E-3
改進引信可靠度，
AIM-7E-4
更換改良版尋標器，並與F-14雄貓式戰鬥機整合
AIM-7F
1972年1月開始量產，1981年停產，在越戰末期投入的改良版本麻雀飛彈。它使用了Aerojet Mk-65或Hercules MK-58雙推力固態火箭發動機，理論最長射程延長至70公里。固態電子零件替換原本的真空管，並換裝性能更好也更緊緻的AN／DSQ-35固態電子導引與控制電腦，受益於小型化飛彈電腦，使飛彈的MK-71戰鬥段安裝了更重的WAU-10／B彈頭（39公斤）。從F型後的麻雀飛彈，與新開發的脈衝多普勒雷達完成整合介接。
AIM-7G
一款在1970年代開發為了與F-111D配合的型號，更換尋標器，但因為該型戰機的航電系統問題叢生，因此在少量生產原型彈後計畫取消。
RIM-7H
H型沒有空用板，為海麻雀飛彈的專屬型號，為北約海麻雀飛彈計畫的初期量產型，1973年開始量產。它是以F型為基礎改良，更換折疊型彈翼以配合更為輕盈的Mk-29飛彈發射器。
AIM-7M
目前主要服役的麻雀飛彈型號，1982年起量產；外觀及推進段承襲F型，但更換新型號彈頭，並大幅改善尋標器妥善率及抗干擾效果；M型配備了數位化單脈衝尋標器，在嚴重電子干擾的環境中、惡劣的天氣之下仍然可以擊中目標，採用全固態化微處理技術，對付地面和海面上的低空目標性能大大提高，操縱靈活、可靠性強、抗干擾能力較強、具有下視下射能力，能對付多個目標
AIM-7P
爲過渡型號，改進了導引電子零件，採用新的引信和電腦加強導彈的性能
AIM-7R
最後的麻雀改良型，以AIM-7P Block II飛彈為基礎改良；在改善既有的半主動雷達尋標器以外，並在彈頭增裝了紅外線尋標器，除了提高導引精度，理論上在終端追蹤目標時可具備射後不理效能；R型在1988年開始研製，1992年原型開始測試，1993年試射成功。
因冷戰結束，AIM-120先進中程空對空飛彈性能趨於穩定，美軍終止了R型麻雀開發計畫，1997年計畫取消。

## 麻雀X型
美軍編號AAM-N-9，原定於1958年研發，計畫將麻雀飛彈比照美國空軍的MB-1精靈核子空射火箭規格，整合W42核彈；不過隨著W42研發計畫在1961年終止，本型飛彈也沒有正式進入工程研發階段。

## 使用国

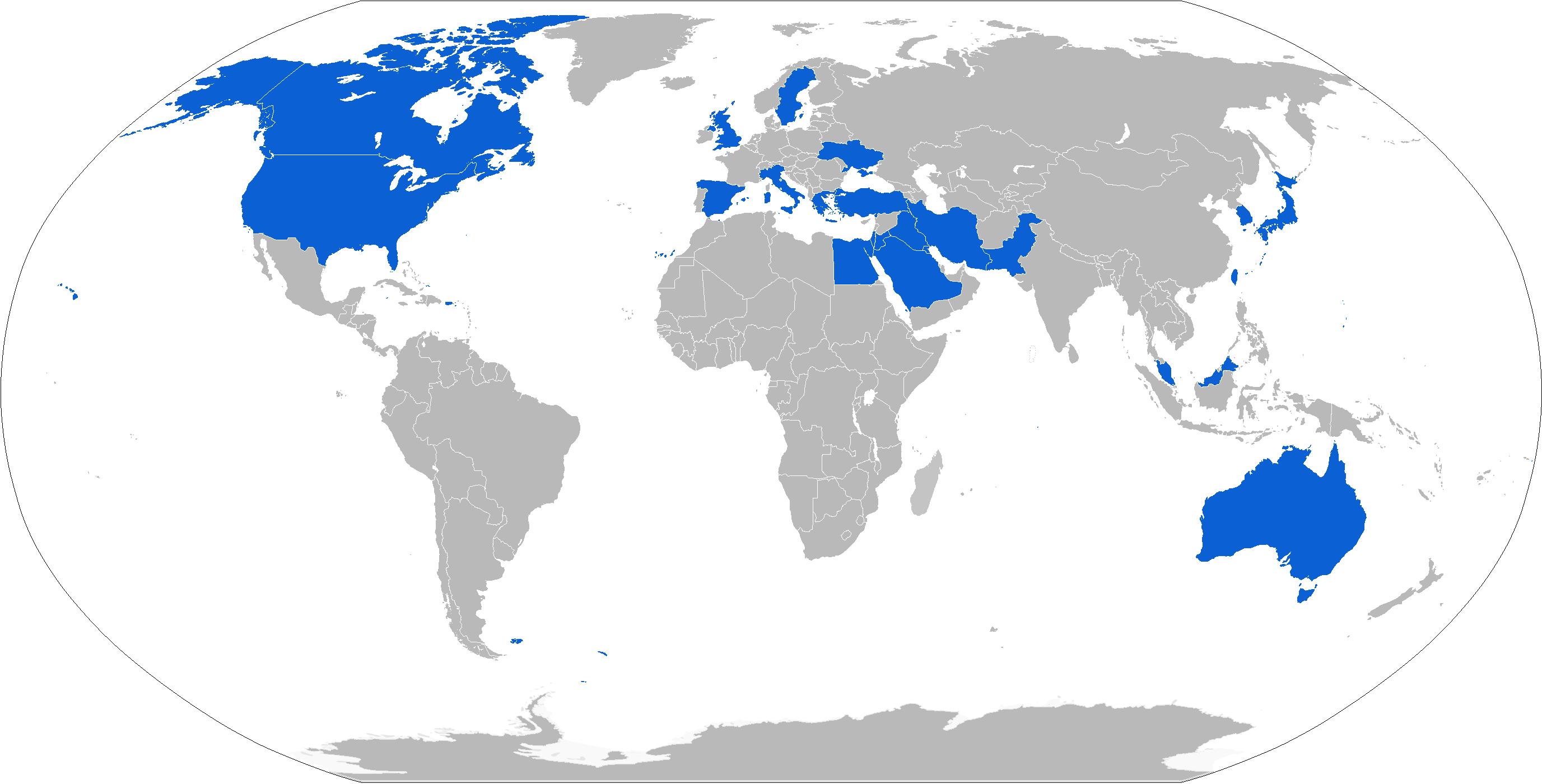
AIM-7麻雀飛彈的使用國

- 加拿大
- 埃及
- 希腊
- 伊拉克[4]
- 伊朗
- 以色列[5]
- 義大利
- 日本
- 约旦
- 科威特[6]
- 马来西亚
- 巴基斯坦
- 沙烏地阿拉伯[7]
- 新加坡
- 西班牙
- 瑞典
- 中華民國
- 土耳其
- 英国
- 美国
- 乌克兰

## 外國版本

### 中國
1980年代中期，中國從義大利採購了少量的蝮蛇 Mk 1飛彈，隨後與阿勒尼亞（Alenia）公司簽署授權生產協定。1989 年，中國以義大利提供的零組件自行生產第一批蝮蛇 Mk 1 飛彈，解放軍稱為A彈。由於1989年6月發生的「六四天安門」事件，歐洲國家決議對中國進行武器禁運以為制裁，使得中國無法取得蝮蛇飛彈零組件。
1990 年代早期，上海第二機械電子設計局被賦予生產性能更佳的中程空對空飛彈之任務。結合紅旗-61近程防空飛彈彈體與蝮蛇飛彈的單脈衝半主動雷達尋標器，第二局成功的研發了被定名為霹靂11飛彈。一些西方觀察家將霹靂11與霹雳-10飛彈混淆。
已知的霹靂11與其衍生型包括：
- PL-11 － 以 HQ-61C 與蝮蛇Mk1飛彈技術為基礎的中程空對空飛彈。1990年代與殲8II開始進行匹配測試，直到2002年更換1491型雷達的殲8D才完成全部驗收測評。出口型稱為 FD-60。
- PL-11A － PL-11 的改進型，擁有更長的射程，更具威力的彈頭與性能更佳的尋標器。新尋標器只需在飛彈飛行過程的末期由機載雷達進行導引即可。
- PL-11B － 由607所研製，PL-11主動雷達版本，配有 AMR-1 主動雷達歸向尋標器，未服役。
- LY-60 － 被稱為「中國版本的海麻雀飛彈」，做為海軍艦艇的防空武器。曾出售給巴基斯坦，但並未進入中國解放軍海軍服役。據傳曾有發展垂直發射型版本的計畫，海紅旗16量產後這個計畫基本上已經終止，亦無推出外銷方案。

### 英國
英國航太公司（British Aerospace, BAe）在1970年代取得 AIM-7E2 飛彈科技的權利許可，用以生產天閃（Skyflash）飛彈。天閃飛彈採用馬可尼（Marconi）公司製造、經過電子元件升級改良的 XJ-521 單脈衝半主動尋標器。動力裝置原採用航太推進公司（Aerojet）的 Mk52 Mod 2火箭引擎，後來改用洛克達因（Rocketdyne）公司的 Mk38 Mod 4 火箭引擎。天閃飛彈於 1976 年進入英國皇家空軍服役，並配備於幽靈F3式戰鬥機上，接著被龍捲風F3 ADV 式防空攔截機採用為制式武器。天閃飛彈也曾出口至瑞典，配備於 Saab 37 雷式戰鬥機上。
英國航太公司與湯姆森-CSF曾計畫為天閃飛彈改裝一具主動雷達尋標器，改裝後的天閃飛彈稱為「主動天閃」，然而因英國皇家空家計畫採用其他飛彈，因此並未投資該計畫，使「主動天閃」飛彈發展計畫胎死腹中。

### 引文
1. ↑  Friedman 1997，第431頁.
2. ↑  赵国禄. . 航空兵器. 1981, (06): 48. ISSN 1673-5048. doi:10.19297/j.cnki.41-1228/tj.1981.06.012. CNKI HKBQ198106011 （中文（简体））.
3. 1 2  Friedman 1997，第430頁.
4. ↑  Dubois, Gaston. . Aviacionline. 19 November 2020  [19 February 2022].
5. ↑  Rogoway, Tyler. . The Drive. 8 March 2021  [19 February 2022].
6. ↑  Cooper, Tom. . Warwick, UK: Helion & Company Publishing. 2018: IV. ISBN 978-1-911628-18-7.
7. ↑  Leone, Dario. . The Aviation Geek Club. 5 June 2021  [19 February 2022].

### 書目
- Friedman, Norman. . US Naval Inst Pr. 1997. ISBN 1-55750-268-4 （英语）.

## 外部連結
- F-16.net 網站對 AIM-7 的介紹（英文）（页面存档备份，存于）